# بیل کانتی
بیل کانتی (به انگلیسی: Bill Conti؛ زادهٔ ۱۳ آوریل ۱۹۴۲) آهنگساز و رهبر ارکستر اهل ایالات متحده آمریکا است که از سال ۱۹۶۹ میلادی تاکنون، مشغول فعالیت بوده‌است. ترانهٔ تم فیلم راکی با عنوان «می‌خوام الآن پرواز کنم»، اثر اوست.
کانتی با کارگردان جان جی. آویلدسن، همکاری‌ بلند مدتی داشته‌است که با راکی (۱۹۷۶) آغاز شد، و با دوزخ (۱۹۹۹) پایان یافت. او برای فیلم‌ راکی در سال ۱۹۷۶، نامزد دریافت جایزهٔ اسکار بهترین ترانه و جایزهٔ گلدن گلوب بهترین موسیقی، و برای فیلم مردان واقعی در سال ۱۹۸۳، برندهٔ جایزهٔ اسکار بهترین موسیقی فیلم شد.

## فیلم‌شناسی

### به عنوان آهنگساز
| سال تولید | نام                          |
| --------- | ---------------------------- |
| ۱۹۷۴      | هری و تونتو                  |
| ۱۹۷۶      | راکی                         |
| ۱۹۷۶      | ایستگاه بعدی، روستای گرینویچ |
| ۱۹۷۸      | دزد دریایی                   |
| ۱۹۷۸      | کوچه بهشت                    |
| ۱۹۷۸      | مشت                          |
| ۱۹۷۸      | رقص آهسته در شهر بزرگ        |
| ۱۹۷۸      | راه‌حل بزرگ                   |
| ۱۹۷۸      | زن مجرد                      |
| ۱۹۷۹      | راکی ۲                       |
| ۱۹۷۹      | اغوای جو تاینن               |
| ۱۹۸۰      | فرمول                        |
| ۱۹۸۰      | سرباز بنجامین                |
| ۱۹۸۰      | گلوریا                       |
| ۱۹۸۱      | همسایه‌ها                     |
| ۱۹۸۱      | رونوشت کاربنی                |
| ۱۹۸۱      | فرار به‌سوی پیروزی            |
| ۱۹۸۱      | دودمان                       |
| ۱۹۸۲      | شکاف تصویر                   |
| ۱۹۸۳      | راکی ۳                       |
| ۱۹۸۳      | پسران بد                     |
| ۱۹۸۳      | مردان واقعی                  |
| ۱۹۸۴      | بچه کاراته‌کار                |
| ۱۹۸۶      | بچه کاراته‌کار، قسمت دوم      |
| ۱۹۸۶      | خانه‌به‌دوش‌ها                  |
| ۱۹۸۷      | اخبار تلویزیون               |
| ۱۹۸۷      | نیایش برای مرگ               |
| ۱۹۸۷      | اربابان جهان                 |
| ۱۹۸۹      | بچه کاراته‌کار، قسمت سوم      |
| ۱۹۸۹      | زندان                        |
| ۱۹۹۰      | جنگ چهارم                    |
| ۱۹۹۰      | راکی ۵                       |
| ۱۹۹۱      | زبری لازم                    |
| ۱۹۹۱      | سال اسلحه                    |
| ۱۹۹۳      | ماجراهای هاکلبری فین         |
| ۱۹۹۴      | بچه کاراته‌کار بعدی           |
| ۱۹۹۵      | ناپلئون                      |
| ۱۹۹۶      | ضد جاسوسی                    |
| ۱۹۹۸      | به اشتباه متهم شد            |
| ۱۹۹۹      | دوزخ                         |
| ۱۹۹۹      | حادثهٔ توماس کراون            |
| ۲۰۰۲      | انتقام آنجلو                 |
| ۲۰۰۶      | راکی بالبوآ                  |